# Pętla szyjna

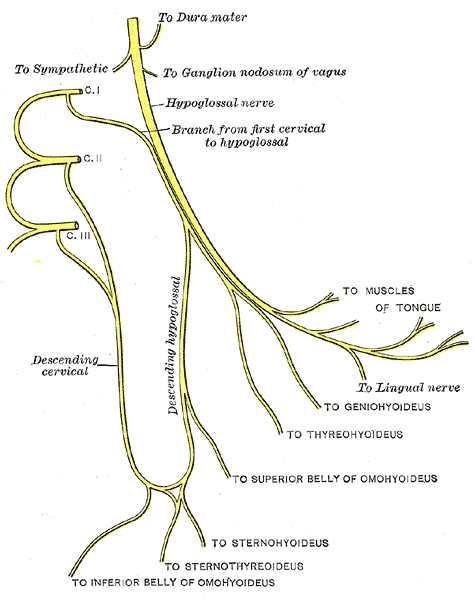
Pętla szyjna.

Pętla szyjna (łac. ansa cervicalis) – w anatomii człowieka jedna z gałęzi długich splotu szyjnego. Składa się z dwóch gałęzi: górnej i dolnej, przy czym gałąź dolna odchodzi od splotu bezpośrednio, a gałąź górna na znacznej długości biegnie w obrębie nerwu podjęzykowego.
Gałąź górna (łac. ramus superior) zawiera włókna C1 i C2. Biegnie torem nerwu podjęzykowego, ale nie zawiera jego gałęzi. Oddziela się w miejscu zagięcia się nerwu ku przodowi, jednak część włókien dalej podąża wzdłuż nerwu i za pośrednictwem gałęzi łączącej tworzy gałęzie do mięśni tarczowo-gnykowego i bródkowo-gnykowego. Inne włókna od razu po dojściu przez gałąź łączącą do nerwu podjęzykowego biegną ku górze i unerwiają mięśnie: prosty przedni głowy i długi głowy.
Gałąź dolna (łac. ramus inferior) zawiera włókna C2 i C3. Biegnie z przodu od żyły szyjnej wewnętrznej przykryta mięśniem mostkowo-obojczykowo-sutkowym.
Obie gałęzie łączą się na przedniej powierzchni naczyń szyjnych powyżej ścięgna pośredniego mięśnia łopatkowo-gnykowego. Pętla szyjna oddaje gałęzie mięśniowe zaopatrujące mięśnie podgnykowe, a za pośrednictwem nerwu podjęzykowego unerwia, jak już wspomniano, mięsień tarczowo-gnykowy, bródkowo-gnykowy, prosty przedni głowy i długi głowy.